# 1416 w polityce

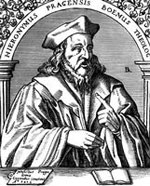
Hieronim z Pragi

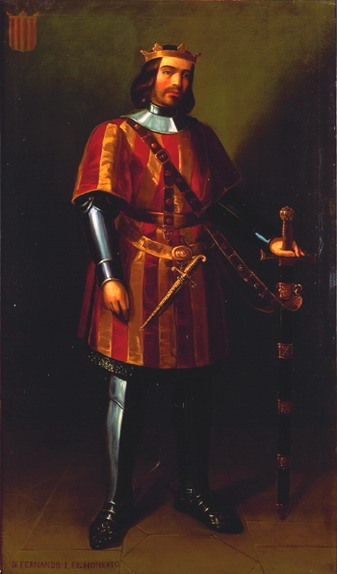
Ferdynand I Sprawiedliwy

Wydarzenia polityczne w 1416 roku.

## Wydarzenia
- 29 maja – Bitwa morska przy Gallipoli. Wenecjanie zwyciężają Turków.
- 30 maja – Hieronim z Pragi, kaznodzieja i pisarz czeski, zwolennik nauki Wiklefa i przyjaciel Jana Husa, zostaje spalony na stosie w Konstancji[1].
- sierpień - wojna stuletnia - odwrócenie przymierzy: król niemiecki Zygmunt Luksemburski, dotychczasowy sojusznik Francji, zawiera traktat z Henrykiem V[2].

## Urodzili się
- 26 lutego Krzysztof Bawarski, król Danii, Szwecji i Norwegii[3].

## Zmarli
- 2 kwietnia Ferdynand I Sprawiedliwy, król Aragonii[4].
- 21 maja Anna Cylejska, żona Władysława II Jagiełły[5].